# 발레리 레가소프
발레리 알렉세예비치 레가소프(러시아어: Валерий Алексеевич Легасов, 1936년 9월 1일 ~ 1988년 4월 27일)는 소련의 무기화학자로, 소비에트 과학 아카데미의 회원이었다. 그는 "체르노빌 원자력 발전소 사고 위원회"의 수장을 맡아 체르노빌 원자력 발전소 사고를 해결하는 데 큰 역할을 했고, 러시아 연방영웅, 레닌 훈장과 노동적기훈장을 받았다.

## 생애
발레리 레가소프는 1936년 9월 1일, 소비에트 연방 러시아 소비에트 연방 사회주의 공화국 툴라에서 태어났으며, 이후 1944년부터 1949년까지 쿠르스크에서 공부했다. 그리고 1954년까지 모스크바에서 공부했고, 가장 높은 성적으로 졸업했다.
1961년에는 모스크바 공과 대학교를 졸업했고, D. 멘델레예프 러시아 화학 기술 대학에서 2년 동안 비서로 일했다. 이후 세베르스크에서 엔지니어 및 교대 감독자로 일했고, 1964년부터는 쿠르차토프 연구소에서 수석 연구원, 연구소 소장으로 일했다.
1976년에 그는 소비에트 과학 아카데미의 해당 회원으로 선출되었으며, 1981년에는 정회원으로 선출되었다. 이후 1985년에는 상임회의 회원으로 선출되었다.

## 같이 보기
- 체르노빌 원자력 발전소 사고